# HD6281
HD6281 є подвійною зорею. 
Дана подвійна система має видиму зоряну величину в смузі V приблизно 9,2.

## Подвійна зоря
Головна зоря цієї системи належить до хімічно пекулярних зір й має спектральний клас A3.
Інша компонента має  спектральний клас A8.